# Csányi Béla
Csányi Béla (Szeged, 1950. május 23. – 2023. május 13.) kilencszeres világbajnok magyar válogatott tekéző, edző.

## Pályafutása
1964 és 1967 között a Szegedi Postás, 1967 és 1969 között a Szegedi IKV, 1969 és 1990 között a Ferencvárosi TC, 1990 és 2015 között a német SKC Victoria Bamberg tekézője volt. 32 magyar bajnoki címet nyert pályafutása során, ebből 13-at egyéniben, 11-et párosban, nyolcat pedig csapatban. 2003-ban és 2005-ben Bajnokok Ligáját nyert, a Bamberg színeiben tíz német bajnoki címet nyert. 2009-ben a Bamberg edzőjeként megnyerte a Bajnokok Ligáját.
A világbajnokságokon kilenc arany-, nyolc ezüst- és négy bronzérmet szerzett. Tizenhétszer választották meg Magyarország legjobb férfi tekézőjének. 2015-ben a Nemzetközi Teke Szövetség (WNBA-NBC) által alapított Halhatatlanok Klubjának első tagja lett.
2016-tól a magyar férfi válogatott szövetségi kapitányaként dolgozott haláláig.

## Díjai, elismerései
- Az év magyar tekézője (17-szer)